# 阿比多斯 (大西洋比利牛斯省)
阿比多斯（法語：Abidos，法語發音：[abidɔs]）是法国大西洋比利牛斯省的一个市镇，位于该省中东部，属于波城区。

## 地理
阿比多斯（43°23'55.7"N, 0°37'24.8"W）面积3.06 平方千米，位于法国新阿基坦大区大西洋比利牛斯省，该省份为法国东南部省份，涵盖了贝阿恩与北巴斯克，西临大西洋比斯開灣，北至朗德省，东北接热尔省，东临上比利牛斯省，南与西班牙接壤。
与阿比多斯接壤的市镇（或旧市镇、城区）包括：拉戈尔、拉克、蒙村、奥斯-马尔西永、拉克。

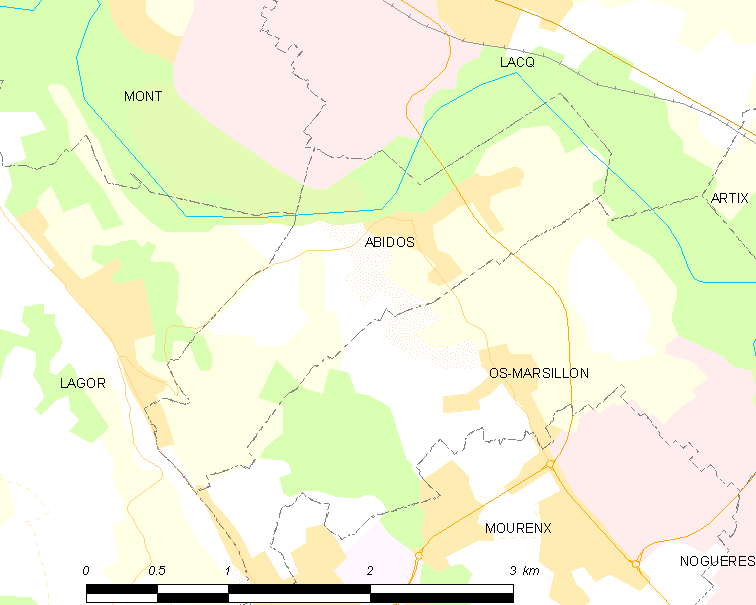
的OSM定位图

阿比多斯的时区为UTC+01:00、UTC+02:00（夏令时）。

## 行政
阿比多斯的邮政编码为64150，INSEE市镇编码为64003。

## 政治
阿比多斯所属的省级选区为贝阿恩中心县。

## 人口

1962-2008年间人口变化图示

阿比多斯于2022年1月1日时的人口数量为215人。